# Belém (Biqueli)
Belém (Belem) ist ein Dorf im Suco Biqueli, auf der zu Osttimor gehörenden Insel Atauro.

## Geographie
Das Dorf Belém liegt an der Ostküste Atauros in der Aldeia Uaro-Ana. Zwei Kilometer weiter nördlich befindet sich das Dorf Akrema und 200 Meter weiter südlich beginnt bereits der Ort Uaro-Ana.